# Aurora Mardiganian
Aurora (Arshaluys) Mardiganian (en armeni: Աուրորա [Արշալոյս] ՄարտիկանեանԱուրորա [Արշալոյս] Մարտիկանեան ; 12 de gener de 1901, Çemişgezek, Província de Elazığ, Imperi Otomà – 6 de febrer de 1994, Los Angeles, Estats Units) va ser una escriptora i actriu, i supervivent del genocidi armeni.

## Biografia
Aurora Mardiganian va ser la filla d'una pròspera família armènia que vivia a Çemişgezek, a uns 35 quilòmetres al nord de Elâzığ. Va ser testimoni de la mort dels membres de la seva família i obligada a fer la marxa a través del desert de Deir al-Zor de 2200 quilòmetres, on la majoria van morir, en el transcurs de la qual va ser segrestada i venuda als mercats d'esclaus d'Anatòlia. Mardiganian va fugir a Tbilisi i després a Sant Petersburg, des d'on va viatjar a Oslo i finalment, amb l'ajut de la Fundació de l'Orient Mitjà  " Near East Foundation (NEF)", va emigrar a Nova York.

## Ravished Armènia

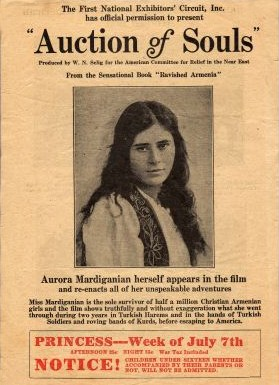
Pòster del film de 1919 "Auction of Souls"

A Nova York hi va conèixer Harvey Gates, un jove guionista que la va ajudar a escriure un relat que va ser publicat el 1918, generalment considerat com les seves memòries, titulat Ravished Armenia: The Story of Aurora Mardiganian, the Christian Girl, Who Survived the Great Massacres.
El relat Ravished Armenia va inspirar un guió cinematogràfic que va donar lloc a una pel·lícula produïda el 1919, on Mardiganian va actuar en un paper autobiogràfic. Es va estrenar a Londres amb el títol Auction of Souls  La presentació a Nova York d'aquesta pel·lícula muda, amb el títol Ravished Armenia va tenir lloc el 16 de febrer de 1919 al saló de ball del Hotel Plaza, amb  Oliver Harriman i George W. Vanderbilt, importants empresaris nord-americans, fent d'amfitrions en nom del American Committee for Armenian and Syrian Relief.
Aurora Mardiganian va recordar 16 joves armènies que van ser crucificades per torturadors turcs. La pel·lícula mostra aquestes víctimes clavades en creus. No obstant això, gairebé 70 anys més tard, Mardiganian va revelar a l'historiador cinematogràfic Anthony Slide que l'escena era inexacta i que en realitat havien patit s. Va afirmar que "els turcs no feien aquest tipus de creus. Els turcs feien petites creus punxegudes. Treien la roba a les nenes i després de violar-les, les obligaven a asseure's sobre els pals punxeguts, a través de la vagina. Els turcs mataven d'aquesta manera. Els nord-americans ho van posar d'una manera més civilitzada. No van voler mostrar una cosa tan terrible."
La premsa es va referir a Mardiganian com la Joana d'Arc d'Armènia  i el seu paper com a portaveu de les víctimes dels horrors que es produïen a Turquia, víctimes del genocidi. Els anys 20, Mardiganian es va casar a Los Angeles i va residir-hi fins a la seva mort, el 6 de febrer de 1994.

## Premi Aurora
En el seu honor es va establir el Premi Aurora, que és un premi que s'atorga en nom dels supervivents del Genocidi Armeni i en gratitud als salvadors. El Premi és atorgat cada 24 d'abril a Erevan, Armènia, a un individu que hagi tingut un impacte excepcional per preservar la vida humana i avançar en causes causes humanitàries.